# Bunker de la bataille d'Angleterre
Le bunker de la bataille d'Angleterre est une fortification souterraine dans laquelle était installé un centre d'opérations de la RAF Uxbridge, relevant du No. 11 Group RAF pendant la Seconde Guerre mondiale.
Les opérations des chasseurs ont été contrôlées à partir de là tout au long de la guerre, mais plus particulièrement pendant la bataille d'Angleterre et lors de la bataille de Normandie.
Avec un musée édifié en annexe, il est devenu une attraction touristique gérée par le borough londonien de Hillingdon.

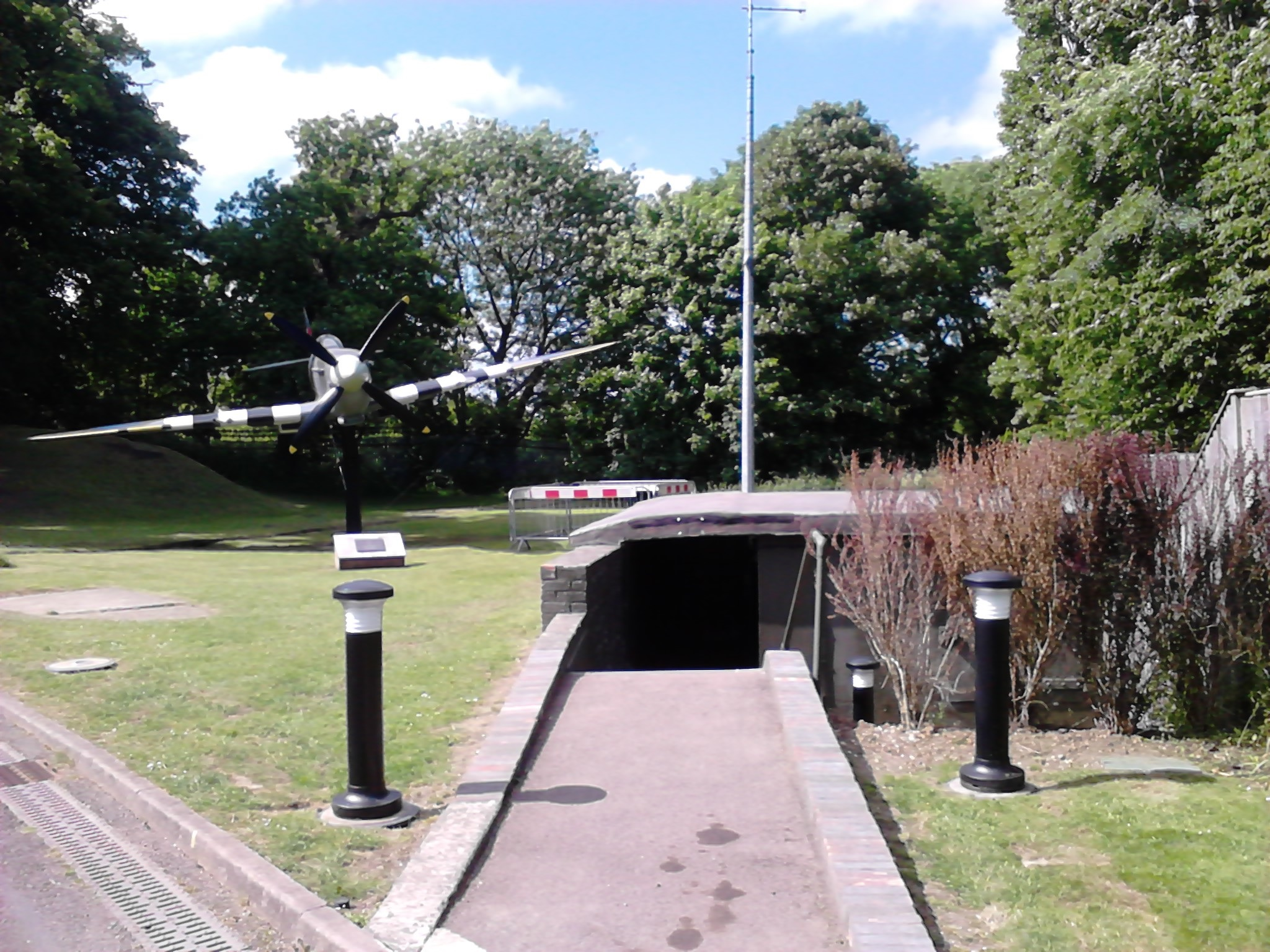
Entrée moderne du bunker.
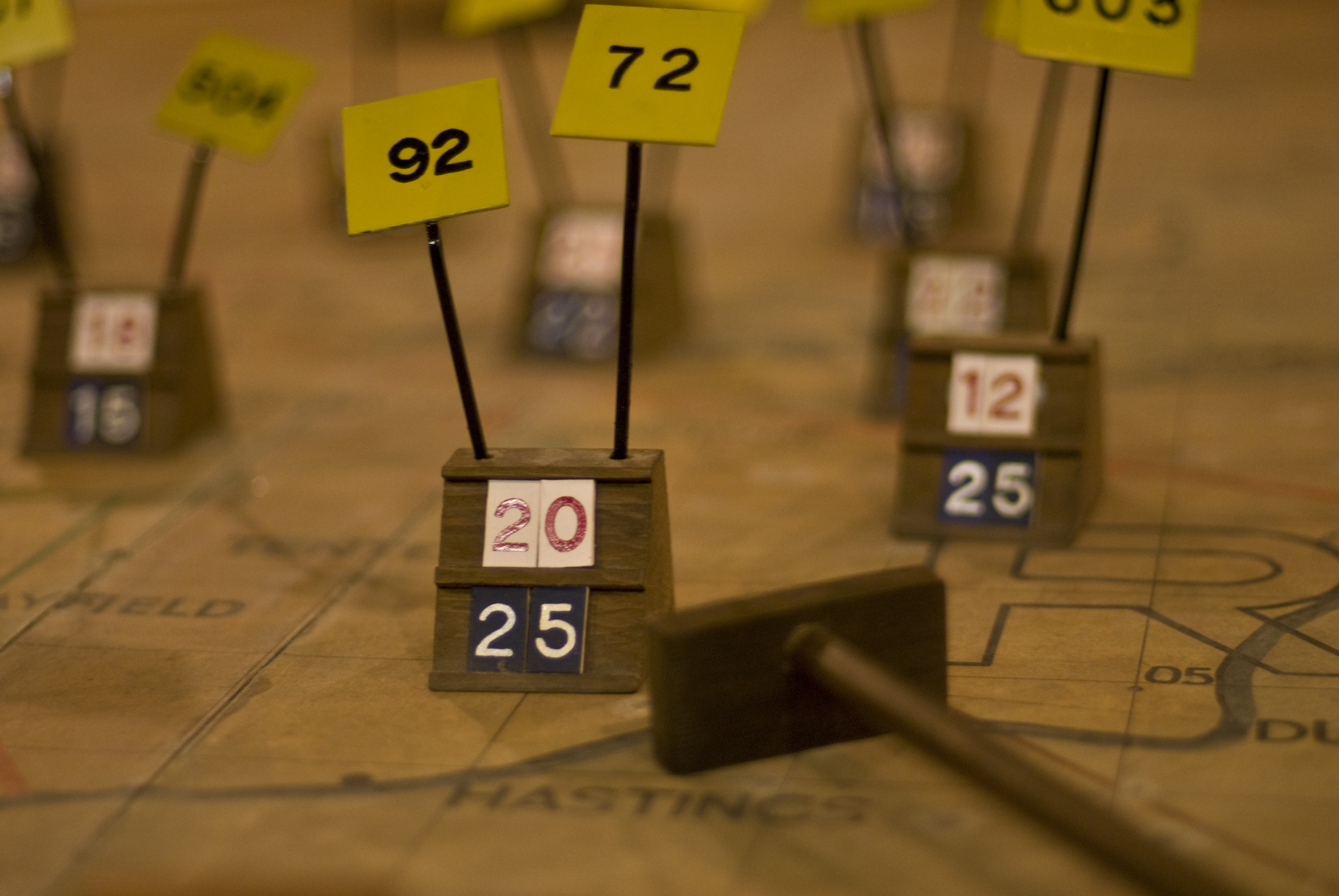
Gros plan sur un pion de la salle d'opérations.